# Desa Karangnangka (administrativ by i Indonesien, Jawa Tengah, lat -7,33, long 109,35)
Desa Karangnangka är en administrativ by i Indonesien.   Den ligger i provinsen Jawa Tengah, i den västra delen av landet, 300 km öster om huvudstaden Jakarta.